# Geerteke van Lierop
 (janvier 2019).
Si vous disposez d'ouvrages ou d'articles de référence ou si vous connaissez des sites web de qualité traitant du thème abordé ici, merci de compléter l'article en donnant les références utiles à sa vérifiabilité et en les liant à la section « Notes et références ».
Geerteke van Lierop, née le 5 juillet 1980 à Tilbourg,,, est une actrice, présentatrice et femme de lettres néerlandaise.

## Filmographie

### Cinéma et téléfilms
- 2005 : Afgesproken werk : La jeune femme
- 2007 : Fade[Quoi ?] : Erica
- 2008 : Pauwen en Reigers (nl) : Frederique Wolff
- 2009 : 3[Quoi ?] : La fille
- 2010-2011 : VRijland (nl) : Johanna Spoor
- 2011 : Blijf! (nl) : La lectrice de nouvelle
- 2011 : Levenslied (nl) : La secrétaire Lucas
- 2011 : High Tea (nl) : La serveuse
- 2012 : Dokter Tinus : La réceptionniste
- 2012-2018 : Goede tijden, slechte tijden : Deux rôles (Mayke van Erp et Marjan van Velzen)
- 2015 : Danni Lowinski (nl) : La femme avec le beau collier de perle
- 2015 : Een vrije dag (nl) : Mariska
- 2016 : Moordvrouw : La reporteur
- 2016 : De Ludwigs (nl) : Josephine
- 2016 : Mees Kees langs de lijn (nl) : La mère de Sep
- 2016 : De Zaak Menten (nl) : La femme de A. Nowicky
- 2017 : Hunter Street : Josephine Hunter
- 2017 : Klem (nl) : Hanneke, la mère de Lisette
- 2017 : De 12 van Oldenheim (nl) : La femme curieuse
- 2017 : Second Honeymoon : Agnes
- 2018 : Flikken Maastricht : Linda Markus
- 2018 : Exposure[Quoi ?] : Jo
- 2019 : Morten (nl) : La lectrice de nouvelle

## Animation
- 2012-2013 : Wist je dat? sur RTL 4
- 2013 : LifestyleXperience sur RTL 4

## Livre
- 2018 : Een zee van glas: Over de dood die het leven dichterbij brengt